# Republica Moldovenească Nistreană
Republica Moldovenească Nistreană (în limba română cu alfabet chirilic Република Молдовеняскэ Нистрянэ, în rusă Приднестровская Молдавская Республика, în ucraineană Придністровська Молдавська Республіка) este un stat separatist fără ieșire la mare din Transnistria. Regiunea este desemnată oficial de către Republica Moldova ca Unitățile Administrativ-Teritoriale din stânga Nistrului. Republica Moldova a pierdut controlul acestei zone în urma intervenției armatei ruse (armata a 14-a) în conflictul din Transnistria.
Statul este o republică semiprezidențială nerecunoscută, dar de facto independentă, cu propriul guvern, parlament, armată, poliție, sistem poștal, monedă și înregistrare a vehiculelor. Autoritățile sale au adoptat o constituție, un drapel, un imn național și o stemă. După un acord din 2005, toate companiile care doresc să exporte bunuri prin granița ucraineană trebuie să fie înregistrate cu autoritățile moldovenești. În afara cetățeniei nerecunoscute, majoritatea locuitorilor au cetățenie moldovenească, rusă, română sau ucraineană.
Transnistria, alături de Abhazia și Osetia de Sud, este o zonă de „conflict înghețat” post-sovietic. Aceste trei state parțial recunoscute sau nerecunoscute care nu sunt membre ONU mențin relații prietenoase între ele și formează Comunitatea pentru Democrație și Drepturile Națiunilor.
În martie 2022, Adunarea Parlamentară a Consiliului Europei a adoptat o rezoluție care definește teritoriul ca fiind sub ocupație militară a Rusiei.

## Istorie

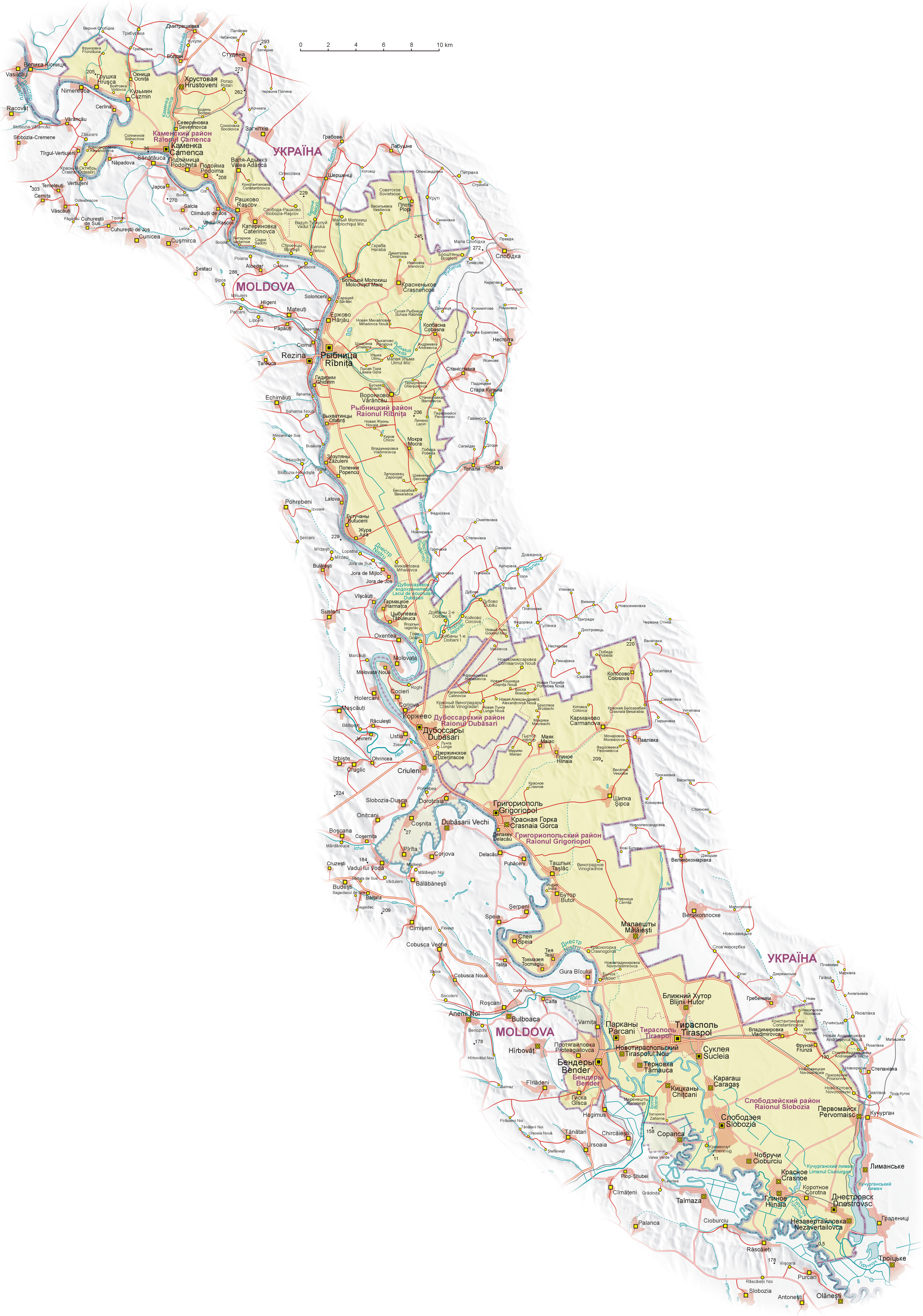
Harta generală

În ultima parte a anilor 1980, peisajul politic al URSS era în plină schimbare datorită politicii de perestroika inițiată de Mihail Gorbaciov, care permitea liberalizarea politică la nivel regional. Democratizarea incompletă a permis naționalismului exclusivist să devină cea mai dinamică doctrină politică. Unele minorități naționale s-au opus schimbărilor de clasă politică din Republica Moldova, clasă dominată în perioada sovietică de etnicii ruși. Oficializarea limbii majorității  și introducerea obligativității alfabetului latin pentru scrierea acesteia a atras proteste din partea vorbitorilor de alte limbi decât cea română. Problematica limbilor oficiale din Republica Moldova a devenit foarte spinoasă și a fost puternic politizată, întrucât era intrinsec legată de identitatea națională a majorității populației, care la rângul ei a stat la baza anexării de către URSS a acelui teritoriu în 1940 și 1944. Neconcordanța cu noua politică s-a manifestat într-un mod mai vizibil în Transnistria, regiune în care etnicii slavi (ruși sau ucraineni) erau majoritari în zonele urbane. Protestele împotriva guvernului republican erau mai puternice aici. La recensământul din 1989, în Transnistria locuiau 39,9% moldoveni, 28,3% ucraineni, 25,4% ruși și 1,9% bulgari.
La sfârșitul anilor '80, pe fondul mișcării de eliberare națională, Veaceslav Pșenicinikov, secretarul II al CC al PCM, a ținut mai multe discursuri provocatoare în stânga Nistrului, fiind astfel unul dintre instigatorii conflictului transnistrean.
La alegerile locale din 1990, separatiștii au câștigat în orașele Tiraspol, Rîbnița și Tighina, dar au pierdut în raioanele Dubăsari, Grigoriopol și Slobozia. În general, populația rurală, majoritar moldovenească, s-a opus separatismului, dar populația urbană l-a susținut. Printr-o campanie de intimidare și violențe, separatiștii și-au extins treptat controlul asupra întregii regiuni.
Pe 2 septembrie 1990 a fost proclamată „Republica Sovietică Socialistă Moldovenească Transnistreană” (RSSMT), iar la 25 noiembrie 1990, a fost ales prin vot universal Sovietului Suprem al RSSMT. La 25 august 1991 sovietul suprem al RSSMT a adoptat declarația de independență a noii republici sub numele de „Republica Moldovenească Nistreană”. Pe 27 august 1991 Parlamentul Republicii Moldova a adoptat Declarația de Independență a Republicii Moldova, al cărei teritoriu cuprindea și raioanele din stânga Nistrului. Parlamentul moldovenesc a cerut guvernului URSS "să înceapă negocierile cu guvernul moldovenesc cu privire la ocupația ilegală a Republicii Moldova și retragerea trupelor sovietice de pe teritoriul moldovenesc". Drept moment important pentru consolidarea statalității RMN este considerată ziua de 1 decembrie 1991, când populația Transnistriei și-a ales președintele și s-a pronunțat în cadrul unui referendum pentru existența statului transnistrean independent în număr de 98% din cei 78% de participanți la referendumul dat, conform datelor oficiale tiraspolene.

### Conflictul cu autoritățile de la Chișinău

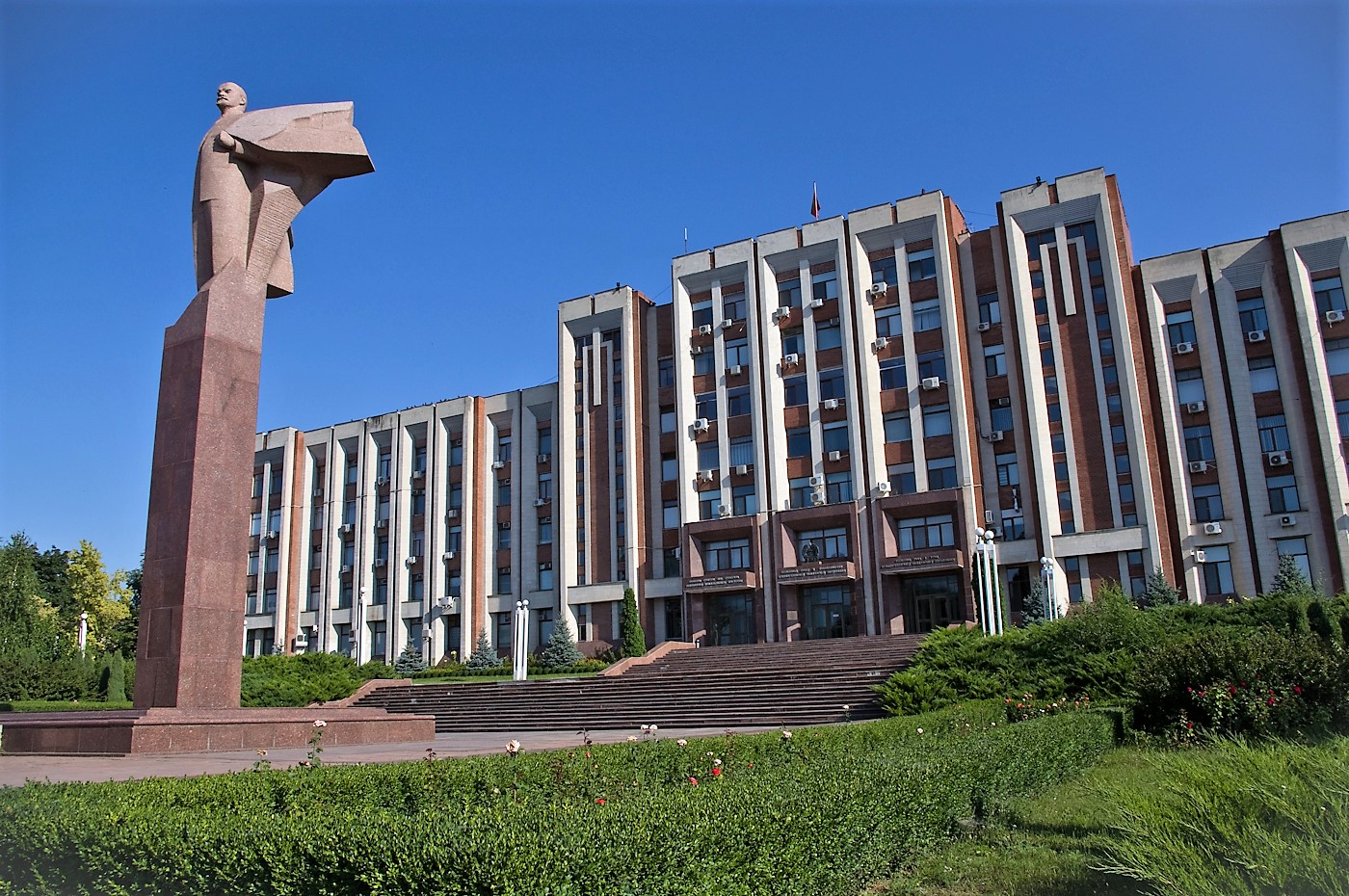
Statuie a lui Lenin in fața clădirii Guvernului de la Tiraspol

După ce Moldova a primit statutul de membru al ONU (2 martie 1992), președintele moldovean Mircea Snegur a autorizat o intervenție militară împotriva forțelor rebele care atacaseră posturi de poliție loiale Chișinăului de pe malul estic al Nistrului. Rebelii, ajutați de trupele sovietice, și-au consolidat controlul asupra părții majoritare a zonei disputate.
Autoritățile ruse au contribuit din punct de vedere militar și politic la crearea regimului separatist din Transnistria. Forțe ale Armatei a 14-a (care aparține Federației Ruse), staționate în Transnistria, au luptat contra și respectiv de partea forțelor separatiste transnistrene. Armata moldovenească s-a aflat în inferioritate, lucru care a împiedicat Republica Moldova să recâștige controlul asupra Transnistriei. La 21 iulie 1992 a fost semnat un acord de încetare a focului.
RMN a supraviețuit prin sprijinul militar, economic, financiar și politic acordat de Rusia. În prezent, în Transnistria se află 500 militari ruși din trupele de menținere a păcii și alți aproximativ 1500 de militari din fosta armată a 14-a a URSS. Prin Acordul de la Istanbul din 1999, Moscova se obliga să-și retragă trupele de menținere a păcii din Transnistria, dar procedura de retragere a fost suspendată până la evacuarea patrimoniului rusesc din regiune, a cărui pază este asigurată, potrivit ministrului apărării al Federației Ruse Serghei Ivanov, de cel puțin jumătate din aceste trupe.
La 4 martie 2022, podul care leagă Transnistria de regiunea Odesa a fost aruncat în aer de armata Ucrainei, în ziua în care administrația separatistă de la Tiraspol a cerut din nou independența Transnistriei față de Republica Moldova.

## Geografie

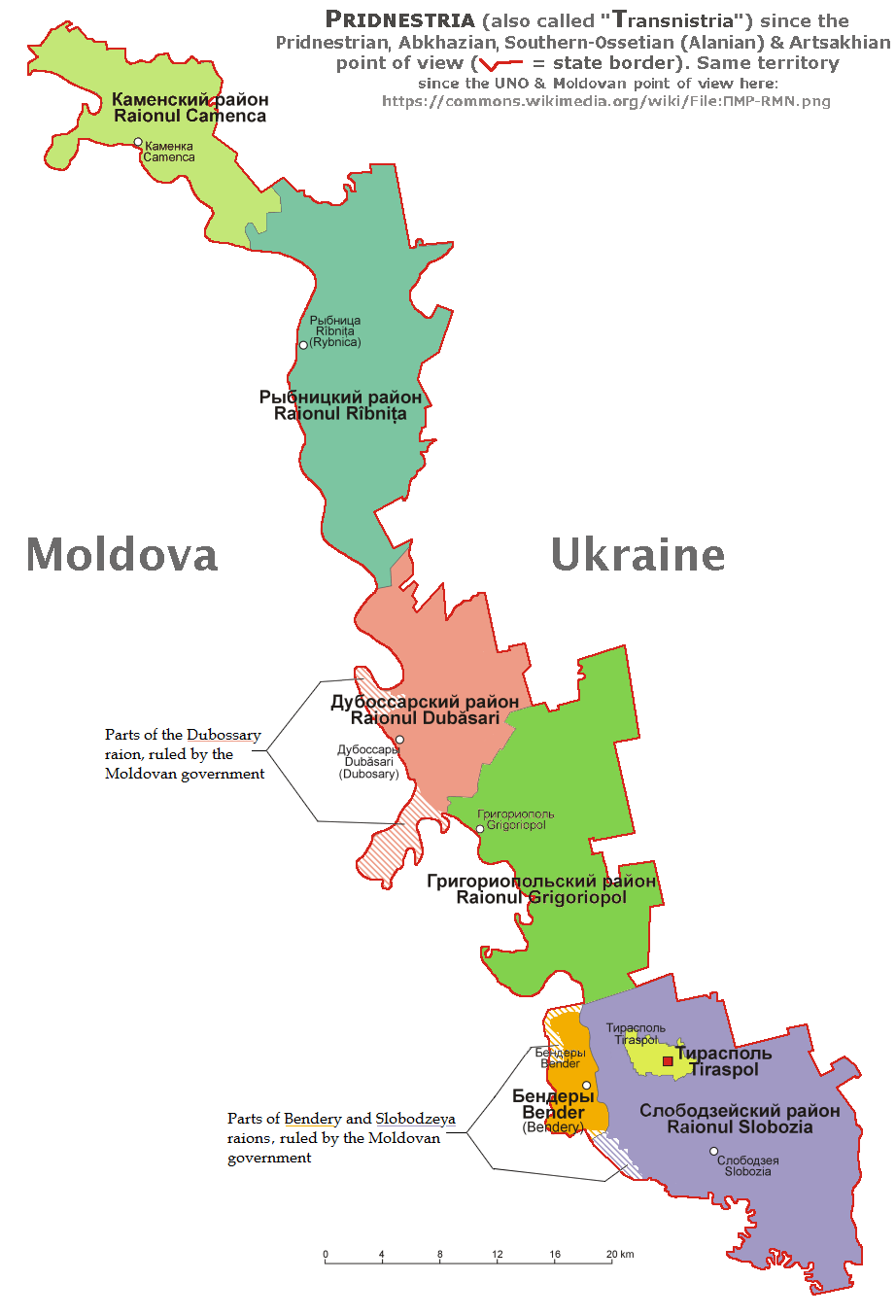
Harta administrativă a Transnistriei

Teritoriul RMN se poate confunda cu cel al regiunii geografice Transnistria, la care se adaugă orașul Tighina. De asemenea, câteva localități transnistrene din raionul Dubăsari se află sub controlul Chișinăului. Capitala republicii autoproclamate este Tiraspol. Republica Moldovenească Nistreană nu este subiect de drept internațional, fiind considerată parte componentă a Republicii Moldova.
În prezent, pe teritoriul declarat al RMN, aflat în afara teritoriului desemnat pe teritoriul Republicii Moldova, pe malul stâng al Nistrului, se pot distinge următoarele zone:
- teritoriile aflate sub controlul RMN
  - comunitatea Magala din Dubăsari. A fost proclamată de autoritățile moldovene ca un sat separat al "Mahaly" din 10 septembrie 1991. A fost controlat de Republica Moldova câteva zile după proclamare.
  - orașul Tighina, satele adiacente Gîsca, Căușeni și Proteagailovca, Tighina. Numai districtul (satul) din Varnitsa, care separă Tighina de microdistrictul Severny. În oraș există un contingent limitat de poliție al Republicii Moldova, prevăzut de acordul privind încetarea focului din 1992.
  - satul Chițcani (inclusiv fostul sat Zahorna), precum și cu Merenești.

- teritoriul controlului limitat al RMN (activitate economică) fără prezența autorităților moldovenești în cartierul Dubăsari, la nord-est de autostrada Tiraspol-Kamenka. Începând cu anul 2006, a existat un regim simplificat de trecere a frontierei moldo-transnistrene, legat de prelucrarea agricolă a terenurilor aparținând cetățenilor Republicii Moldova și persoanelor juridice înregistrate în Republica Moldova.
  - ferma de păsări "Piazis" și casele din jur cu ea - controlata de RMN
  - Vasilievca este un sat din apropierea frontierei ucrainene, fost parte a Sovietului, satului Cochieri din districtul Dubăsari al RSS Moldovenească. În 1999, odată cu adoptarea noului sistem administrativ al Republicii Moldova, întregul fost consiliu de la Cocieri, în vechile sale granițe a fost în mod oficial încorporat în județul RM de la Chișinău. De atunci, satul Vasilievca este considerat de autoritățile moldovene separat de alte teritorii transnistrene. La începutul satului exista un contingent de poliție moldovenească, iar administrația moldovenească funcționa, dispersată de poliția transnistreană în 2005 [69].[14]

- Teritorii de control limitat al RMN cu prezența autorităților moldovenești în cartierul Dubăsari, între satul controlat Cocieri și autostrada Tiraspol-Kamenka. La începutul anului 1992, aceste teritorii au fost controlate de Moldova (Podișul Cochieră) și au fost utilizate ca o rampă de lansare pentru ofensiva împotriva lui Dubăsari în martie 1992.
  - Roghi este un sat unde o parte din clasele din clădirea gimnaziului cu limba română de instruire (gimnaziul non-statal Rogov) este ocupată de Primăria Municipiului.
  - Corjova este o comună din Dubăsari, din punctul de vedere al Republicii Moldova - satul Corjova. Liceul le funcționează. Mihai Eminescu și Primăria (ocupă sediul grădiniței). Sub jurisdicția Republicii Moldova este și Centrul Republican de Reabilitare (asistență medicală).

- teritorii care nu sunt controlate de RMN
  - Plaiul Coșnița: satul Coșnița, Pîrîta, Pohrebea și Doroțcaia
  - satele Cocieri, Molovata Nouă
  - Satul Varnița

## Demografie

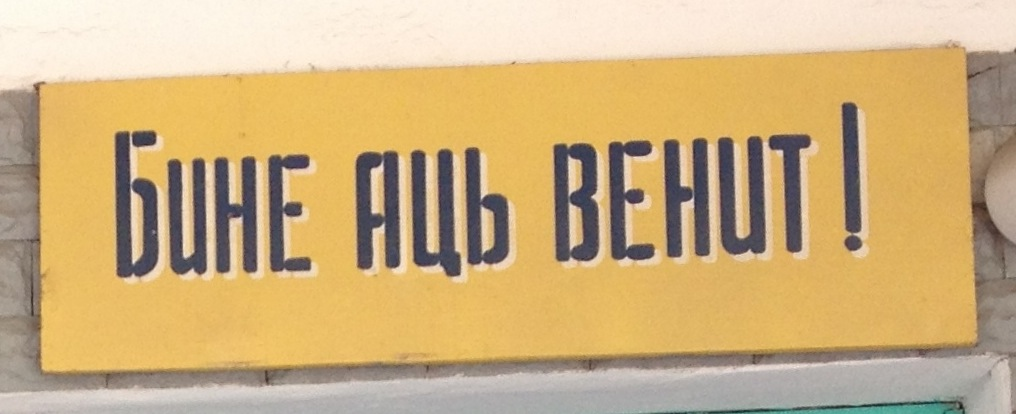
Tablă din Tiraspol cu mesajul „Bine ați venit!” scris în alfabetul chirilic moldovenesc. Alfabetul latin este rar întâlnit în Transnistria.

La 14 octombrie 2015 conform datelor recensământului s-au înregistrat 475.665 de persoane care locuiau permanent pe teritoriul republicii (din care circa 14% sunt declarate "temporar absente"), din care populația urbană este de 69,9%; rural - 30,1 %. 
Începând cu 1 ianuarie 2014, populația este de 505 153 persoane, inclusiv populația urbană - 349 227 persoane (69,13%), populația rurală - 155 926 persoane (30,87%).
În 1990, populația Transnistriei era de 730 000 de locuitori. Astfel, pierderea naturală a fost de aproximativ -1,58% pe an. Înainte de 1992 a existat o tendință continuă de a crește populația, dar din acest an începe o reducere constantă a numărului de locuitori. Printre populația aptă de corp predomină bărbații.
Orașele cu populație (începând cu 1 ianuarie 2014):
- Tiraspol - 133 407 de locuitori (cu localități subordonate (inclusiv Dnestrovsc și mediul rural - 145.332 locuitori, dintre care 144.243 orășeni și 1.089 locuitori din mediul rural).
- Tighina - 91 882 de locuitori (cu așezări rurale subordonate - 98 726 locuitori, dintre care 91 882 cetățeni și 6844 locuitori din mediul rural).
- Rîbnița - 47 949 de locuitori.
- Dubăsari - 25.060 de locuitori
- Slobozia, Moldova - 14 618 de locuitori
- Dnestrovsc - 10 436 de locuitori
- Grigoriopol - 9381 de locuitori
- Camenca - 8871 de locuitori

### Natalitate
| Anii | Rata totală de fertilitate | Rata specifică de fertilitate | Indicele copilariei | Proporția femeilor de vârstă reproductivă |
| ---- | -------------------------- | ----------------------------- | ------------------- | ----------------------------------------- |
| 1989 | 17,85                      | 66,32                         | 0,35                | 0,27                                      |
| 2004 | 8,67                       | 30,97                         | 0,14                | 0,28                                      |
| 2006 | 9,00                       | 31,98                         | 0,15                | 0,28                                      |
| 2008 | 10,15                      | 36,25                         | 0,16                | 0,28                                      |
| 2010 | 10,05                      | 37,22                         | 0,18                | 0,27                                      |
| 2012 | 10,20                      | 37,76                         | 0,18                | 0,27                                      |

### Compoziția națională
Ultimul recensământ în Transnistria a avut loc în 2015. În perioada 2004-2015, populația regiunii a scăzut cu 18%. Reducerea populației variază pe grupuri etnice. Astfel, în 2015 pentru prima dată în istoria Transnistriei etnicii ruși (34%) au depășit numeric populația moldovenească (33%) și ucraineană (27%). Potrivit unui studiu publicat în revista Nationalities Papers numărul etnicilor ucraineni s-a diminuat de la 160.169 în 2004 la 126.700 în 2015. Acest declin se datorează migrației, dar și politicilor culturale promovate de către elitele din Transnistria având ca scop asimilarea grupurilor etnice și sporirea loialității față de statul rus prin discursul despre așa-zisa Lume Rusă (Russkiy Mir sau Russian World). Autorul studiului prezintă date despre numărul școlilor și elevilor din regiune, demonstrând cum educația în limba rusă devine tot mai răspândită în detrimentul studiilor în limba ucraineană și educației în română/moldovenească
Conform recensământului populației transnistrene din 2004, moldovenii constituie 31,9% din populația republicii; 30,3% din populație sunt ruși; 28,8% - ucraineni; există de asemenea bulgari (2,5%), găgăuzi (0,7%), belaruși (0,7%) și alții. În general, locuitorii a 35 de naționalități trăiesc pe teritoriul Transnistriei, printre care germani, evrei, tătari, armeni etc.
Componența națională a Transnistriei:
| Oameni    | 1993   | %       | 1996   | %       | 2004   | %       |
| --------- | ------ | ------- | ------ | ------- | ------ | ------- |
| Total     | 712500 | 100,0 % | 696100 | 100,0 % | 555347 | 100,0 % |
| Moldoveni | 243000 | 34,1 %  | 233500 | 33,5 %  | 177382 | 31,9 %  |
| Ruși      | 214000 | 30,0 %  | 200800 | 28,8 %  | 168678 | 30,4 %  |
| Ucraineni | 199300 | 28,0 %  |        |         | 160069 | 28,8 %  |
| Bulgari   |        |         |        |         | 13858  | 2,5 %   |
| Găgăuzi   |        |         |        |         | 4096   | 0,7 %   |
| Belaruși  |        |         |        |         | 3811   | 0,7 %   |
| Germani   |        |         |        |         | 2071   | 0,4 %   |
| Evrei     |        |         |        |         | 1259   | 0,2 %   |
| Alții     | 56200  | 7,9 %   | 261800 | 37,6 %  | 24123  | 4,3 %   |

### Limbi
În Transnistria există trei limbi de stat: limba rusă, limba moldovenească pe baza alfabetul chirilic moldovenesc și limba ucraineană.
În Transnistria, munca în birouri se desfășoară în 99% din cazuri în limba rusă, însă legile și decretele sunt uneori traduse în limbile moldovenească (chirilică) și ucraineană. Totodată, atunci când autoritățile și toate documentele emise în Republica Moldova acceptă spre examinare organele guvernamentale și organizațiile publice, notarul lor trebuie să aibă o traducere certificată în oricare dintre cele trei limbi de stat ale RMN (traducerea din limba română sau din alfabetul român în alfabetul chirilic) .

## Politică
Formal, RMN are un sistem multipartit și un parlament unicameral, denumit Sovietul Suprem al Transnistriei. Președintele este ales prin vot popular. Ultimele alegeri parlamentare s-au desfășurat în decembrie 2005; dar OSCE a refuzat să monitorizeze aceste alegeri, fapt pentru care nu a fost recunoscut pe plan internațional.
Președinte este Igor Smirnov și se află în al patrulea mandat.
Fiul său este implicat alături de doi foști agenți KGB Viktor Gușan și Ilia Kazmalî (implicați în cazul Ilașcu), în conducerea corporației Sheriff. Corporația Sheriff se ocupă cu petrolul, supermarketuri, posturi de televiziune, deține un club fotbal, și lista continuă. Numai stadionul Sheriff este estimat la 200 milioane $.

### Statutul juridic internațional

#### Recunoaștere diplomatică
De-a lungul existenței sale, Republica Moldovenească Nistreană rămâne un stat nerecunoscut. Moldova și toate celelalte teritorii controlate de statele membre ale ONU sunt recunoscute ca parte a Republicii Moldova.
În prezent, doar două state parțial recunoscute și una nerecunoscute ale spațiului post-sovietic au recunoscut independența republicii care asemenea Transnistriei, sunt și zone de așa-numite "conflicte înghețate": 
- Osetia de Sud a recunoscut independența Transnistriei la 17 noiembrie 2006 [22]. Există o reprezentare oficială a PMR în această țară [23].
- Abhazia a recunoscut independența Transnistriei la 17 noiembrie 2006. Există o reprezentare oficială a PMR în această țară [24].
- Republica Karabahul de Munte a recunoscut independența Transnistriei la 17 noiembrie 2006 [25].

#### Organizații internaționale
Având în vedere statutul său nerecunoscut, republica nu este membră a ONU și a altor organizații internaționale.
Cu toate acestea, ea este un membru al statelor nerecunoscute, care a fost înființat în anul 1992 și inițial a constat din Transnistria, Abhazia și Osetia de Sud .
În anul 2000, pe baza Uniunii statelor nerecunoscute au fost create Comunitatea Statelor nerecunoscute (așa-numitul CSI-2 sau CSI paralele ), care include PMR.
La momente diferite, RMN a declarat dorința sa de a adera la CSI, Uniunea Vamală Euroasiatică, Comunitatea Economică Eurasiatică de a participa la crearea Uniunea Economică Euroasiatice. Aceste declarații nu au avut consecințe practice.
12 aprilie 2018 Președintele Ucrainei Petro Poroșenko a semnat Legea cu privire la intrarea în vigoare a Acordului privind controlul comun la frontiera moldo-ucraineană, ceea ce înseamnă o blocadă totală a republicii nerecunoscute. 

### Regimul vamal impus de Ucraina
Pe 3 martie 2006, Ucraina a impus un nou regim vamal pentru regiunea nistreană. Conform noului regulament, companiile transnistrene trebuie să fie înregistrate la Chișinău dacă vor să-și poată exporta produsele peste graniță. Transnistria și Rusia au calificat această acțiune drept o blocadă economică impusă Transnistriei. Moldova și Ucraina au respins acuzațiile de blocadă, precizând că întreprinderile din regiunea nistreană vor putea să-și continue nestingherit activitatea după ce se vor înregistra la Chișinău, beneficiind de facilități fiscale, spre deosebire de întreprinderile din celelalte zone ale Moldovei.
Dintre principalii mediatori ai conflictului din regiune, Statele Unite, Uniunea Europeană și OSCE s-au declarat pentru păstrarea noului regulament vamal, în vreme ce Rusia a calificat noul regim vamal drept o încălcare de către Ucraina a unor înțelegeri anterioare cu Rusia.
Pe 4 martie, Tiraspolul a răspuns blocând traficul moldovenesc și ucrainean la granițele transnistrene. Blocada a fost ridicată la 18 martie.
Într-un congres al deputaților de toate nivelurile desfășurat la Tiraspol pe 1 aprilie 2006, aleșii transnistreni au adoptat o declarație în care este anunțată convocarea unui referendum de reafirmare a independenței acestei regiuni separatiste. Totodată a fost adoptat textul unui Apel către Duma de stat a Federației Ruse, în care se cere inițierea procedurii de recunoaștere a independenței autoproclamatei Republici Moldovenești Nistrene.

## Economie
Transnistria are o economie mixtă. În urma unui proces amplu de privatizare la sfârșitul anilor 1990, majoritatea companiilor din Transnistria sunt acum deținute privat. Economia se bazează pe o combinație de industrie grea (producția de oțel), producția de electricitate și industria prelucrătoare (producția de textile), care împreună reprezintă aproximativ 80% din producția industrială totală.
Economia Transnistriei este frecvent descrisă ca fiind dependentă de contrabandă și trafic de arme. Unii comentatori, inclusiv Zbigniew Brzezinski, au etichetat-o chiar ca fiind un stat mafiot. Aceste acuzații sunt negate de guvernul transnistrean și uneori minimalizate de oficialii din Rusia și Ucraina.

### Rubla transnistreană
Transnistria are propria bancă centrală, Banca Republicană Transnistreană, care emite moneda națională, rubla transnistreană. Aceasta este convertibilă la o rată de schimb flotantă liberă, dar doar în interiorul Transnistriei.
Rubla transnistreană este unitatea monetară a auto-proclamatei Republici Moldovenești Transnistrene. Ea a fost pusă în circulație în august 1994 odată cu proclamarea independenței Republicii Transnistrene (nerecunoscută însă de nici un stat), ca o formă de separare economică de Republica Moldova. Rublele transnistrene sunt emise de către Banca Republicană Transnistreană, înființată la data de 22 decembrie 1992 prin decret al Consiliului Suprem al "Republicii Moldovenești Transnistrene". Deoarece Transnistria nu este un stat recunoscut pe plan internațional, moneda ei nu are un cod ISO 4217.
Produsul intern brut al Transnistriei este 517,5 milioane $ (2005), iar datoria externă de 1.2 miliarde $ (două treimi din aceasta sunt față de Rusia).

## Cultură

### Educație

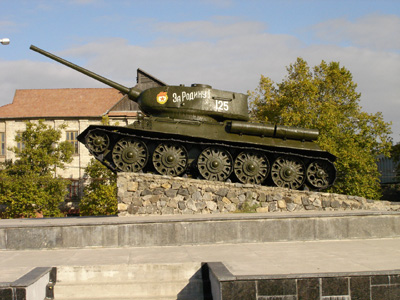
Un tanc sovietic model T-34 pe piedestal, parte din Memorialul Gloriei din Tiraspol. Tancul a participat la eliberarea Uniunii Sovietice de invadatorii germani și români, ajungând până în Ungaria, unde comandantul său a fost ucis în luptă. Legenda oficială afirmă că tancul a fost unul dintre primele care au intrat în Tiraspol, și că a fost readus pe tărâm sovietic conform dorinței comandantului său. O capsulă cu pământ de pe înălțimea strategică de la Stalingrad, Kurganul lui Mamai, este zidită in piedestal.

Transnistria a păstrat standardele educaționale rusești, utilizând în principal curriculumul rus. Diplomele de învățământ superior emise de autoritățile din Transnistria nu sunt recunoscute de majoritatea țărilor, Rusia devenind destinația implicită pentru studenți și absolvenți.

### Religie

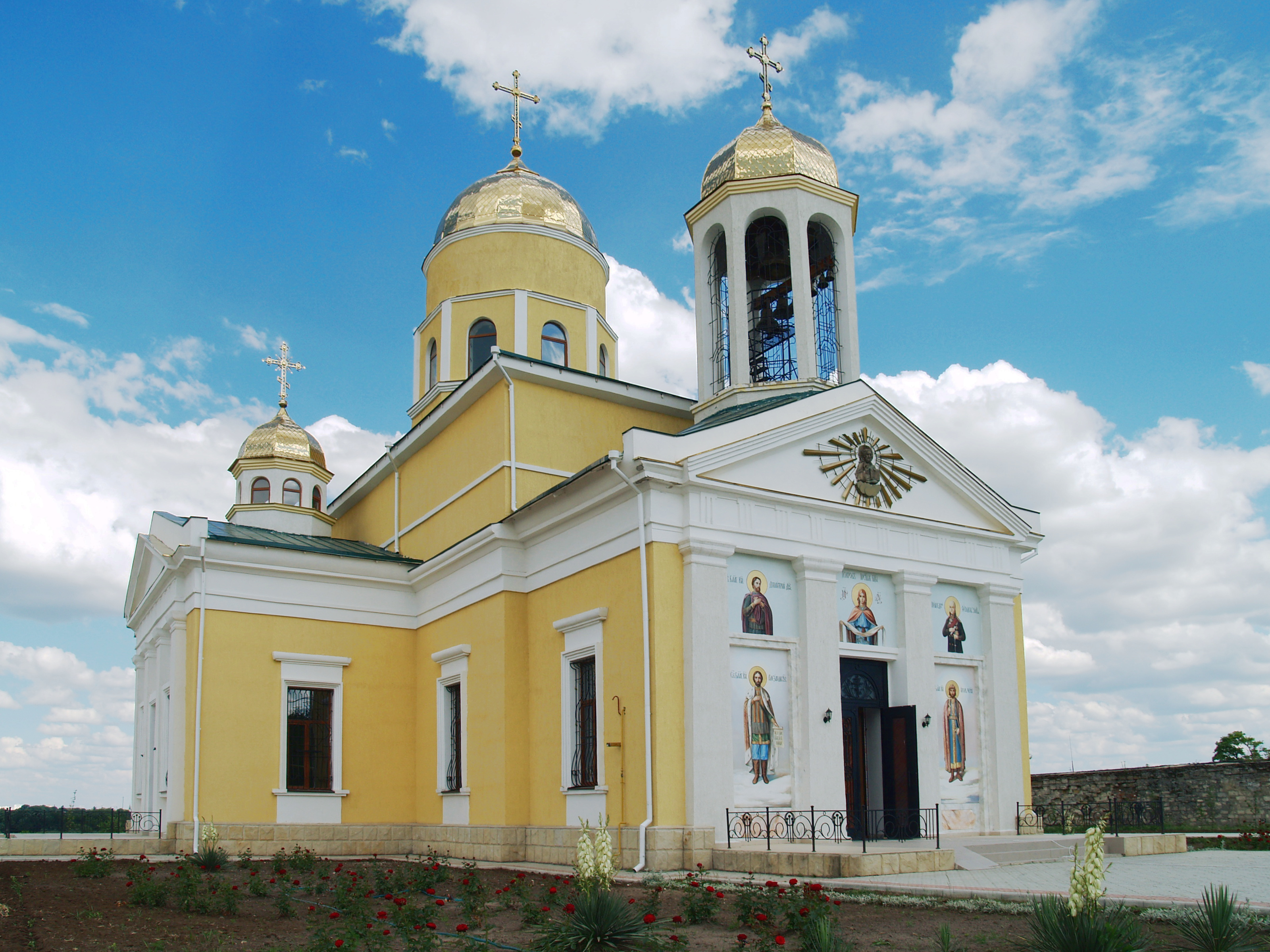

Statisticile oficiale ale PMR arată că 92% din populația Transnistriei aderă la creștinismul ortodox. Romano-catolicii sunt concentrați în principal în nordul Transnistriei, unde trăiește o minoritate poloneză.
Guvernul Transnistriei a sprijinit restaurarea și construirea de noi biserici ortodoxe. Acesta afirmă că republica garantează libertatea religioasă și declară că 114 culte și congregații religioase sunt oficial înregistrate. Cu toate acestea, chiar și în 2005, unele grupuri religioase, în special Martorii lui Iehova, au întâmpinat dificultăți în procesul de înregistrare.

### Sport
Clubul de fotbal Sheriff Tiraspol a devenit prima echipă ce reprezintă Moldova calificată în faza grupelor Ligii Campionilor UEFA în 2021. În 2022, UEFA a interzis echipei Sheriff să joace meciuri acasă în Transnistria.

## Drepturile omului
În vara lui 2004, milițiile separatiste au început să închidă școlile din Transnistria în care se preda limba română cu alfabet latin, iar părinții și elevii care s-au opus au fost arestați. O parte din elevii care au luptat la acea vreme pentru a se putea exprima în limba română și-au petrecut sărbătorile de iarnă din 2004 în România la invitația Ministerului Afacerilor Externe. Guvernul moldovean a decis să creeze o blocadă economică care să izoleze republica autonomă de restul țării. Transnistria a răspuns cu o serie de acțiuni menite să destabilizeze situația economică din Moldova. Școlile românești închise au fost redeschise, însă acestea au statut de "școli neguvernamentale", și în consecință nu primesc fonduri de la autoritățile RMN. Potrivit agenției de presă oficiale de la Tiraspol, Olivia-Press, în școlile din stânga Nistrului, 11.200 de elevi învață în  „limba moldovenească” (cu alfabetul chirilic), în vreme ce 3.400 de elevi sunt înscriși în cele 6 instituții de învățământ neguvernamentale în care se învață în limba română (cu alfabetul latin)..
Forma de guvernământ separatistă din Transnistria este o dictatură, acuzată de nerespectarea drepturilor omului, sechestrări și tortură. Unul dintre cele mai cunoscute cazuri este cel al lui Ilie Ilașcu, un politician favorabil unirii Moldovei cu România, care a fost condamnat la moarte de regimul de la Tiraspol. El a fost eliberat în 2001, datorită presiunilor internaționale. Dreptul la liberă asociere nu este respectat. Libertatea religioasă este suprimată prin împiedicarea înregistrării unor grupuri religioase, cum ar fi baptiștii sau metodiștii.

### Cazul Ilie Ilașcu
Ilie Ilașcu, președintele Partidului Popular Creștin Democrat, împreună cu alte patru persoane au fost arestați în iunie 1992 de autoritățile separatiste din Tiraspol. Ilie Ilașcu a fost condamnat la moarte, dar sentința nu a fost aplicată. Pretextul arestării au fost două crime, dar motivul real, dat de soldații care l-au arestat a fost "fiindcă este lider al Frontului Popular din Moldova, ducem un război cu Moldova, el este periculos pentru noi, și–l reținem".
Ilie Ilașcu a fost eliberat în 2001, ca urmare a presiunilor internaționale, dar doi membri ai grupului său, Andrei Ivanțoc și Tudor Petrov-Popa au rămas în închisoare.
Curtea Europeană a Drepturilor Omului, într-o hotărâre datată 8.7.2004, califică drept "tortură tratamentul pe care l-a suportat d-l Ilașcu în așteptarea eventualei sale executări și consideră că a fost încălcat "dreptul la libertate și la siguranță" în cazul Ilie Ilașcu, iar în cazurile Ivanțoc, Leșco și Petrov-Popa continuă să fie încălcat. Curtea consideră vinovate Republica Moldova, pentru că "nu își exercită autoritatea asupra unei părți a teritoriului său" și Rusia, întrucât "totalitatea actelor comise de militarii ruși în privința reclamanților, inclusiv transferul lor în mâinile regimului separatist, în contextul unei colaborări a autorităților ruse cu acest regim ilegal, sunt de natură să creeze o responsabilitate în ceea ce privește actele acestui regim."
Vladimir Voronin, președintele Moldovei, "l-a acuzat public pe dl. Ilașcu că el ar fi cauza menținerii în detenție a celorlalți camarazi, ca urmare a refuzului său de a-și retrage cererea introdusă împotriva Moldovei și Rusiei". Curtea a condamnat această "presiune directă menită să împiedice exercitarea dreptului la recurs individual".

### Cimitirul Românesc
În februarie 2007, autoritățile separatiste au distrus și profanat cimitirul Dragalina din Tighina (cunoscut drept Cimitirul Românesc)..
Autoritățile separatiste nu au exhumat cadavrele; au îndepărtat doar crucile și au nivelat pământul cu buldozerele. Conform Deutsche Welle, autoritățile separatiste au anunțat că vor construi un "monument al soldatului eliberator rus ", iar crucile din piatră vor fi încărcate și duse pe un poligon militar unde vor fi fărâmițate cu explozibil, iar ulterior, bucățile de piatră vor fi folosite, în combinație cu asfaltul, la reparația drumurilor din oraș.
319 militari români identificați, 14 neidentificați și 13 prizonieri sovietici erau înmormântați aici.
În acest moment, armata rusă continuă să staționeze pe teritoriul Moldovei încălcând angajamentele de retragere totală luate de Rusia la conferințele OSCE din 1999 și 2001. Conform Curții Europene a Drepturilor Omului, regimul separatist se află „cel puțin sub influența decisivă a Rusiei” și „supraviețuiește grație sprijinului militar, economic, financiar și politic pe care Rusia i-l furnizează”.

### Situri din Transnistria și pro-Transnistria
- ru en  Pagina oficială a Sovietului Suprem al RMN
- ru en  Pagina oficială a Președintelui Republicii Moldovenești Nistrene
- ru en de  Pagina oficială a Ministerului de Externe al Republicii Moldovenești Nistrene
- ru en  DNIESTER
- en  Priednestrovie.net (prezentarea poziției Transnistriei cu elemente de analiză)
- en  Transdniestria.com
- ru  Știri RMN
- ru  Agenția de știri Olvia Press Arhivat în 24 mai 2008, la Wayback Machine.
- ru  Novaia Gazeta, ziar independent din Transnistria

### Grupuri și forumuri de discuții
- ro ru  Grupul Yahoo Transnistria
- ro ru  Forum.md
- ru  Forum.tiraspol.net Arhivat în 27 aprilie 2006, la Wayback Machine.